# The Thermals
The Thermals war eine US-amerikanische Indieband aus Portland (Oregon).
Ihr Stil wird oft mit Guided by Voices verglichen, und auch die Ramones werden auf Grund der kurzen, simplen und dabei sehr eingängigen Songs als Bezugspunkt genannt. Nach eigenem Bekunden spielen die Thermals „No-Fi“ (vgl. Lo-Fi).

## Bandgeschichte
Im Frühling des Jahres 2002 schrieb Hutch Harris einige Songs. Um diese aufnehmen zu können, gründete er die Band The Thermals mit Kathy Foster von der All Girl Summer Fun Band – mit der er bereits unter dem Namen Urban Legends Musik gemacht und als Hutch & Kathy 2002 ein selbstbetiteltes Album veröffentlicht hatte –, Jordan Hudson von Operacycle und Ben Barnett von Kind of Like Spitting. Noch im selben Jahr erhielt die Band einen Plattenvertrag bei dem legendären Independentlabel Sub Pop.
Die Songs wurden auf einem Vierband-Kassettenrekorder im Keller von Hutchs Haus aufgenommen und von Chris Walla, dem Gitarristen von Death Cab for Cutie, gemixt. Im Januar 2003 wurde mit „No Culture Icons“ eine erste, vier Stücke umfassende EP veröffentlicht, und im März folgte das Debütalbum „More Parts Per Million“, das zwei der EP-Songs enthielt (No Culture Icons und An Endless Supply). Dem Vernehmen nach kosteten die gesamten Aufnahmen etwa 60 $. In den folgenden Monaten tourte die Band, unter anderem zweimal in Europa.
2004 wurde innerhalb von vier Tagen der Nachfolger „Fuckin A“ aufgenommen. Chris Walla fungierte diesmal als Produzent. Der Sound dieses Albums ist nicht mehr ganz so roh (was daran liegen mag, dass diesmal in einem Studio aufgenommen wurde), und es enthält den ersten Thermals-Song, der länger als drei Minuten dauert. Anschließend begab sich die Band erneut auf Tournee.
Ende 2005 verließ Schlagzeuger Jordan Hudson die Band. Bei den Aufnahmen für das Album The Body, The Blood, The Machine, das 2006 mit Produzent Brendan Canty (Schlagzeuger der Band Fugazi) eingespielt wurde, übernahm Foster zusätzlich seinen Part. 2006 stieß Lorin Coleman auf dieser Position zur Band.
Anfang 2006 wurde bekannt, dass den Thermals für die Verwendung des Songs It's Trivia in einem Werbespot für Hummer-Geländewagen 50.000 US-Dollar angeboten worden waren. Die Band lehnte das Angebot ab, da General Motors, die Firma, die den Hummer herstellt, auf Grund ihrer Verbindungen zum Militär und der Herstellung extrem umweltschädlicher Autos in der Kritik steht.
Im Frühjahr 2008 verließ Schlagzeuger Coleman die Band, die verbliebenen Mitglieder spielten einige Shows unter ihrem alten Bandnamen Hutch & Kathy. Zu zweit spielten die beiden auch den Nachfolger von The Body, The Blood, The Machine ein, das 2009 bei Kill Rock Stars erschienene Now We Can See. Neuer Schlagzeuger wurde Westin Glass.
Im Herbst 2010 erschien das Album „Personal Life“. Dieses wurde wieder von Chris Walla produziert.
2013 wechselte die Band zu Saddle Creek Records und veröffentlichte ihr sechstes Album „Desperate Ground“.
Das siebte Album "We Disappear" erschien am 25. März 2016 erneut auf Saddle Creek records.
Am 9. April 2018 verkündeten The Thermals ihre Auflösung auf ihrer Webseite sowie über soziale Medien. Nach 15 Jahren und 7 Alben habe man das Gefühl, dass die Band weit über ihre anfänglichen Erwartungen und Ziele hinausgegangen sei und sich davon entferne, während man sie immer noch schätze.

## Diskografie

### Alben
- 2003: More Parts per Million (Sub Pop/Cargo)
- 2004: Fuckin A (Sub Pop/Cargo)
- 2006: The Body, the Blood, the Machine (Sub Pop)
- 2008: Live at the Echoplex December 7th, 2007
- 2009: Now We Can See (Kill Rock Stars)
- 2010: Personal Life (Kill Rock Stars)
- 2013: Desperate Ground (Saddle Creek Records)
- 2016: We Disappear (Saddle Creek Records)

### Singles und EPs
- 2003: No Culture Icons (Sub Pop)
- 2004 How We Know
- 2007 A Pillar of Salt
- 2008 Returning to the Fold
- 2009 Now We Can See
- 2010 I Don't Believe You
- 2010 Never Listen to Me
- 2011 Not Like Any Other Feeling

### Kompilationen
- 2004: Sub Pop: Patient Zero (Sub Pop)